# Alemanniska

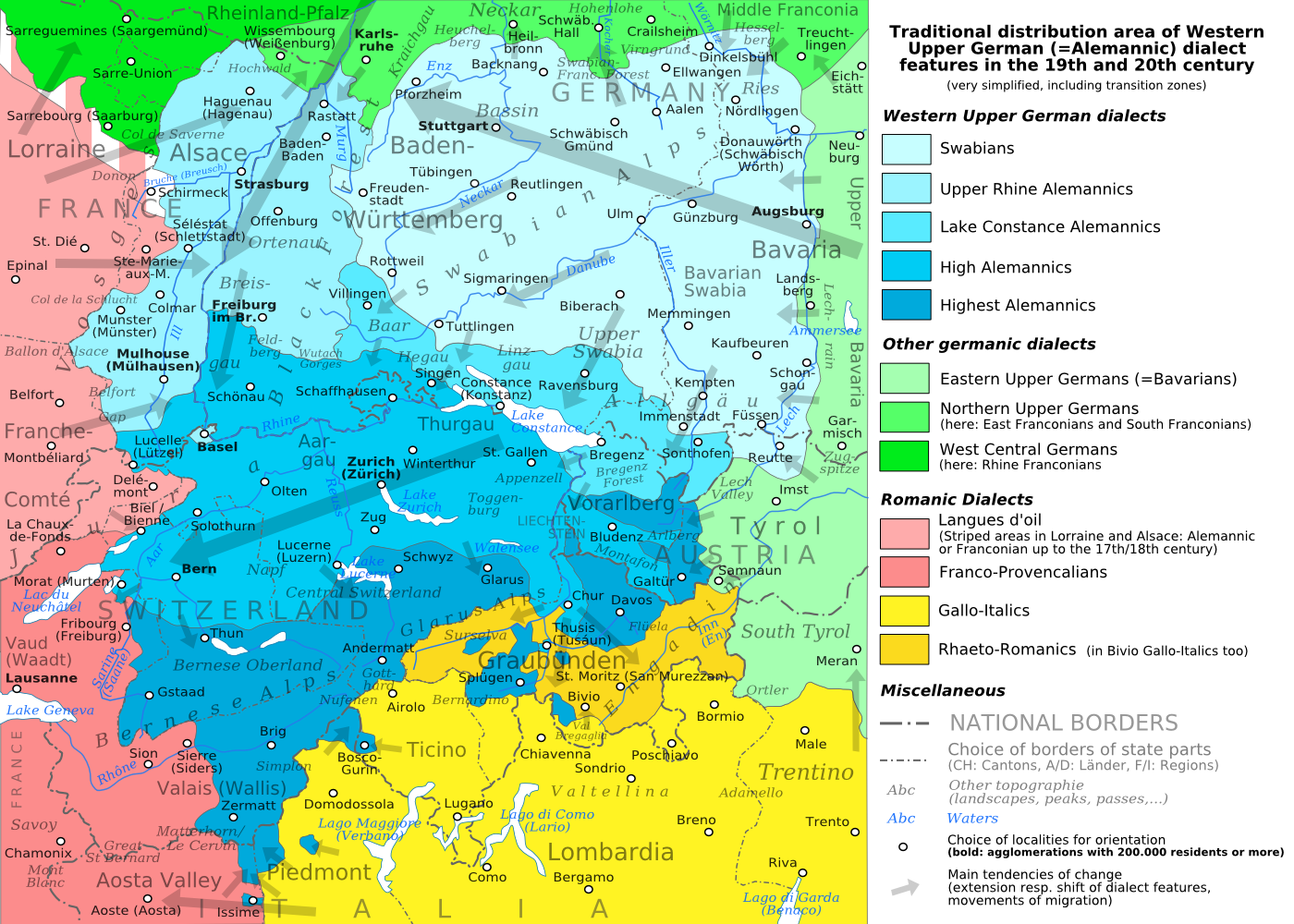
Spridningsområde under 1800- och 1900-talen.

Alemanniska är en benämning på en högtysk språkgrupp. Alemanniska omfattar de språk eller dialekter som talas i sydvästra Tyskland, Schweiz och östra Frankrike (Alsace), samt västra Österrike, Liechtenstein, norra Italien och Venezuela. Schweizertyska och Walsertyska räknas till exempel som alemanniska språk.